# Osmunda vachellii
Osmunda vachellii är en safsaväxtart som beskrevs av William Jackson Hooker. Osmunda vachellii ingår i släktet Osmunda och familjen Osmundaceae. Inga underarter finns listade.